# Vicenta Ronquillo
Vicenta Ronquillo (Madrid, 1760–?, ?) va ser una cantant, actriu i compositora espanyola.
Va néixer a la vila de Madrid el 1760, en el si d'una família distingida, tanmateix òrfena de pare i mare des de la infància.
Va dedicar-se al cant, com a tonadillera, i a la composició musical, tot i que, per exemple, Baltasar Saldoni va afirmar que desconeixia si l'actriu i la compositora eren la mateixa persona. El 28 de desembre de 1773, quan tenia 13 anys –segons sortí anunciat a la Gaceta de Madrid– va publicar a la capital algunes de les seves composicions musicals, un total de sis minuets per a saltiri. Va actuar per primera vegada el 1784 al sainet La bien recomendada, escrit expressament per a ella per Ramón de la Cruz, i durant el qual va cantar tonadilles i va tocar el saltiri. En aquesta representació va tenir força èxit en el cant, però sobretot per la seva habilitat tocant l'instrument. Ja l'any següent va formar part de la companyia de Ribera.
Més tard conegué a Sebastián Briñoli, un italià instal·lat a Espanya de qui va ser deixebla i amb el qual es va casar el 1776, malgrat l'oposició dels seus tutors, Fausto Aguado i Félix Solesio. Actuà a diversos teatres de Madrid, però el 1787 va quedar fora de la companyia i hagué de buscar una feina desvinculada de l'activitat teatral, hom afirma que passant força penúries. Després va passar a un teatre de Barcelona i el 1790 era cantant al teatre d'Alacant. L'any següent està documentada com a cantant d'una companyia al teatre de Cartagena, sota la direcció de l'italià Lázaro Calderi.